# Guet-apens d'Oraison
Le guet-apens d'Oraison est un épisode le la Résistance française pendant la Seconde Guerre mondiale, monté par la Sipo-SD de Marseille le 16 juillet 1944 à Oraison et qui lui a permis de démanteler entièrement le Comité de libération des Basses-Alpes, un mois avant le débarquement de Provence.

## Contexte
En prévision d'un débarquement allié en France, la Résistance s'organise pour être en mesure de ralentir une contre-offensive allemande et préparer la libération du pays, désormais probable. Cette organisation passe par la coordination sinon la fusion des mouvements de résistance. Au début de 1944, elle a très largement progressé. Le 21 avril, une ordonnance d'Alger crée dans chaque département une structure de résistance civile, le Comité départemental de libération (CDL), les Forces françaises de l'intérieur (FFI) devenant la structure de résistance militaire.
Dans les Basses-Alpes, Louis Martin-Bret est chargé de constituer et de présider le CDL. Résistant de la première heure, il s'est imposé comme un organisateur et un chef respecté. En même temps, Alger et Londres augmentent très fortement les parachutages d'armes et de personnels de formation et d'encadrement pour les maquis.

## Trahison d'un officier
C'est ainsi qu'un officier, Maurice Seignon de Possel-Deydier, est parachuté dans la Drôme en février 1944. C'est un spécialiste des opérations de sabotage, formé en Algérie, dont la mission principale est de former et coordonner les maquis. Il prend le pseudonyme de « Noël ». Sa qualité d'officier et sa mission lui valent la confiance des chefs de la Résistance.
Il propose au chef-adjoint de la Sipo-SD de Marseille, Ernst Dunker, de lui livrer, contre la somme de deux millions de francs, les renseignements permettant de démanteler toutes les organisations de résistance en Provence. Ce sont ces renseignements qui vont permettre à la Gestapo de se saisir du CDL en montant un guet-apens à Oraison.

## Le guet-apens
Le 13 juillet 1944, un détachement allemand s'installe dans un hameau d'Oraison. Le 16 juillet vers 10 h 30, plusieurs camions amènent des résistants qui se positionnent aussitôt aux différentes entrées d'Oraison. Les habitants croient qu'ils viennent capturer le poste allemand. Il s'agit en fait de soldats de la division Brandenburg, supplétifs de l’armée allemande parlant français, déguisés en maquisards. Les habitants, trompés, leur font bon accueil.
Une réunion du CDL a été organisée pour l'après-midi dans un bar d'Oraison. Les participants arrivent séparément. Certains sont étonnés de voir des maquisards en si grand nombre et qu'ils ne reconnaissent pas. Ils rebroussent chemin et se mettent en observation à distance. D'autres pénètrent dans Oraison. Ils se sentent en sécurité. Un membre du CDL, Émile Latil, se rend à la mairie, lacère le portrait du maréchal Pétain et réinstalle le buste de Marianne.
Vers 15 h, une fusillade éclate et les résistants sont arrêtés. Ceux qui n'ont pas voulu pénétrer dans le bourg entendent les coups de feu, croient leurs camarades en danger et accourent pour leur porter secours. Ils sont arrêtés à leur tour, ainsi que des civils qui ont manifesté leur sympathie pour la Résistance.

## Les victimes
Les six membres du CDL des Basses-Alpes arrêtés sont :
- Louis Martin-Bret, alias « Michel », 46 ans, né le 18 juillet 1898 à Marseille, conseiller général socialiste de Manosque révoqué, directeur des silos et coopératives des Basses-Alpes, chef départemental des MUR, président du CDL ; un boulevard porte son nom à Digne et à Manosque et une place à Forcalquier.Un lycée professionnel à Manosque porte également son nom.
- Marcel André, alias « Antoine », 44 ans, né le 25 février 1900 à Enchastrayes, socialiste, instituteur à Sigonce, membre de la direction départementale du Front national, chef de l'Armée secrète devenu corps francs de la libération (CFL), membre du CDL au titre de la CGT ; une avenue à Forcalquier porte son nom qui est aussi gravé à Sigonce sur une plaque dans l'école et sur le monument aux morts.
- François Cuzin, alias « Étienne », 29 ans, né le 15 août 1914 à Dolomieu, ancien élève de l'École normale supérieure, agrégé de philosophie, professeur au lycée de Digne, chef départemental du réseau Franc-Tireur et du service de renseignements des MUR, représentant les MUR au CDL ; une avenue de Digne porte son nom, qui est gravé au Panthéon de Paris sur la liste des écrivains morts pour la France.
- Maurice Favier, alias « Élan », 27 ans, né le 23 juin 1917 à Marseille, adjoint aux commissaires de bord, représentant le PCF ; une rue de Marseille porte son nom, qui est gravé au Panthéon de Paris sur la liste des écrivains morts pour la France[3].
- Émile Latil, 27 ans, né le 23 juin 1917 à Marseille, représentant le Front national ; une rue d'Oraison porte son nom.
- Jean Piquemal, alias « Jacqueline », né le 21 septembre 1904 à Saint-Raphaël, pharmacien de l'hôpital de Draguignan, révoqué car franc-maçon, réfugié à Digne, chef adjoint des MUR, responsable des NAP[4], représentant des MUR au CDL ; une place de Draguignan porte son nom.

Onze autres personnes sont aussi arrêtées, résistants et habitants d'Oraison, dont deux jeunes filles agents de liaison de la Résistance ; parmi elles :
- Léon Agnel, alias « Dambois», 32 ans, né le 2 juillet 1912 à Oraison, agent FFI (section AS), participe à plusieurs parachutages et transports d'armes, tombera sous les balles allemandes, lors de la libération de N.D. de La Garde à Marseille le 25 août 1944.

- Roger Chaudon, 36 ans, né le 26 mai 1908 aux Milles, directeur de la coopérative agricole d'Oraison, sous-lieutenant FFI dans la Section atterrissage parachutage (SAP) à Oraison[5], adjoint de René Char pour les parachutages dans le secteur de Forcalquier[6] ; une rue d'Oraison porte son nom.
- Dr André Daumas, 44 ans, né en 1900 à Riez, médecin à Oraison
- Dr Léon Dulcy, 32 ans, né le 3 novembre 1911 à Avignon, médecin à Bras-d'Asse, responsable des parachutages du SOE dans le secteur sud des Alpes
- Terce Rossi, 29 ans, né le 10 septembre 1915[7]
- Roger Salom, agent de liaison FTP des Basses-Alpes.

Les dix-huit personnes arrêtées sont aussitôt conduites au siège de la Gestapo à Marseille pour être interrogées, sans doute sous la torture. Trois jours plus tard, le 19 juillet, les six membres du CDL et les cinq autres prisonniers ci-dessus sont amenés à Signes, avec vingt-cinq autres résistants détenus par la Gestapo à Marseille. Ils sont tous massacrés dans le Vallon des Fusillés, là où se trouve maintenant la Nécropole nationale de Signes.
Les onze victimes du guet-apens d'Oraison reposent dans cette nécropole ou pour certains dans leur sépulture familiale, comme François Cuzin à Dolomieu.

## Les suites du guet-apens
Le démantèlement du CDL, pas plus que l'exécution d'un grand nombre d'autres chefs de la Résistance de la région, livrés aussi par Seignon, n'a eu les conséquences que pouvaient espérer les Allemands. L'organisation et la coordination des mouvements sont devenus tels au printemps 1944 que les chefs exécutés sont remplacés par leurs adjoints. Le débarquement de Provence continue à être préparé et les maquis de Provence vont jouer tout leur rôle dans les combats. La libération des villes a lieu dans les jours qui suivent le débarquement, le 19 août à Digne, Forcalquier, Oraison, le 20 à Manosque. Joseph Fontaine, adjoint de Jean Piquemal, successeur de Martin-Bret à la présidence du CDL, est mis en place le 30 août par le commissaire de la République Raymond Aubrac à la tête de la délégation spéciale chargée d'administrer Digne, avant d'en être élu maire. Le charnier de Signes est découvert en septembre 1944 et les martyrs d'Oraison de la Gestapo commencent à y être honorés.
Maurice Seignon, alias « Erick » pour la Sipo-SD, a fourni à cette dernière les renseignements qui ont entraîné l'exécution de nombreux autres chefs de la Résistance. Dunker qui méprise son indicateur (« J'avais de l'aversion pour ce traître. C'était un individu méprisable », déclare-t-il lors de son procès) l'abat lui-même le 7 août 1944 dans le quartier des Baumettes à Marseille. Dans un premier temps, Seignon passe pour un résistant abattu par la Gestapo. Sa trahison est bientôt connue grâce au rapport Antoine du 13 août 1944, établi par la Gestapo, retrouvé à Marseille. Elle a aussi été racontée par Dunker lors de son procès. Ce dernier sera arrêté à Paris en mai 1945, condamné à mort à Marseille le 24 janvier 1947 pour crimes de guerre et exécuté à Marseille le 6 juin 1950.

## Sources
- Histoire d'Oraison, "Les fusillés de Signes", en ligne sur le site de l'Office de tourisme de la ville d'Oraison
- Signes, haut lieu de la Résistance provençale, "Le charnier du Vallon des Fusillés"
- Le Var, la guerre, la Résistance, 1939-1945, Jean-Marie Guillon, ,CRDP, Nice, 1984  (ISBN 2-86629-025-9)
- Un flic chez les voyous, Jean-Pax Méfret, 2009, Flammarion
- "Ernst Dunker et la Gestapo de Marseille", Nicolas Balique et Vladimir Biaggi, 2016, Vendémiaire